# Doug Chiang
Doug Chiang (en chino: 江道格; nacido el 16 de febrero de 1962) es un artista y diseñador cinematográfico estadounidense. Actualmente se desempeña como vicepresidente y director creativo ejecutivo de Lucasfilm.

## Primeros años
Chiang nació en Taipéi, capital de Taiwán. Su padre había ido a Michigan en los Estados Unidos para estudiar en la universidad y se mudó con la familia a Dearborn, Michigan, cuando Chiang tenía 5 años. Sus padres lo alentaron a asimilarse a la cultura estadounidense hablando más inglés, lo que Chiang describió como una de las formas en que la familia trató de encajar. Por lo tanto, Chiang perdió su capacidad de hablar chino a lo largo de los años. No obstante, caracterizó su estilo de vida como "todavía muy culturalmente chino", citando la fuerte ética de trabajo impuesta por sus padres.
Chiang se inspiró en la película original de Star Wars y el libro de diseño artístico que la acompaña. Estudió diseño industrial en el College for Creative Studies hasta 1982. Más tarde estudió producción cinematográfica en UCLA y se graduó en 1986. Durante su tiempo en la universidad, fue ilustrador y director de arte para el Daily Bruin e involucró con la Asociación de Americanos Chinos.

## Carrera
A fines de la década de 1980, trabajó en varios estudios de producción, incluidos Rhythm and Hues. Chiang eventualmente se unió a Industrial Light & Magic como director creativo donde trabajó en películas como Terminator 2: Judgment Day (1991) y Forrest Gump (1994). En 1995, fue contratado para dirigir el departamento de arte de Lucasfilm; fue el director de diseño de Star Wars: Episodio I - La amenaza fantasma (1999) y Episodio II - El ataque de los clones (2002). Posteriormente, fue diseñador de producción en The Polar Express de Robert Zemeckis. Fuera del cine, colaboró con el autor Orson Scott Card en un libro ilustrado de ciencia ficción llamado Robota.
Fundó DC Studios en 2000 con su creación, Robota, como proyecto principal. Junto con Sparx Animation Studios en Ciudad Ho Chi Minh, creó varios cortos animados que representan el mundo de Robota en acción.
En 2004, Chiang cofundó Ice Blink Studios y trabajó para Zemeckis en Beowulf. Ice Blink cerró en 2007, convirtiéndose en el centro de las instalaciones de ImageMovers Digital, un estudio pionero de animación de captura de movimiento.
Chiang regresó a la franquicia de Star Wars como artista conceptual de The Force Awakens y como diseñador de producción de Rogue One. Sus otros Star Wars incluyen las películas Solo y The Rise of Skywalker, y la serie de televisión The Mandalorian.

## Filmografía

### Películas
| Año           | Título                                              | Notas                                                           |
| ------------- | --------------------------------------------------- | --------------------------------------------------------------- |
| 1990          | Ghost                                               | Director de arte de efectos visuales                            |
| 1991          | The Doors                                           | Director de arte de efectos visuales                            |
|               | Switch                                              | Director de arte de efectos visuales                            |
| 1992          | Terminator 2: el juicio final                       | Director de arte de efectos visuales                            |
|               | Death Becomes Her                                   | Director de arte de efectos visuales                            |
| 1994          | Forrest Gump                                        | Director de arte de efectos visuales                            |
|               | La Máscara                                          | Supervisor de dirección de arte de efectos visuales             |
| 1995          | Jumanji                                             | Director de arte de efectos visuales                            |
| 1999          | Star Wars: Episodio I - La amenaza fantasma         | Director de diseño, diseñador de producción de efectos visuales |
| 2002          | Star Wars: Episodio II - El ataque de los clones    | Supervisor de diseño conceptual                                 |
| 2004          | The Polar Express                                   | Diseñador de producción                                         |
| 2005          | La guerra de los mundos                             | Artista conceptual                                              |
| 2006          | Monster House                                       | Supervisor de diseño conceptual                                 |
| 2007          | Beowulf                                             | Diseñador de producción                                         |
| 2009          | A Christmas Carol                                   | Diseñador de producción                                         |
| 2011          | Mars Needs Moms                                     | Diseñador de producción                                         |
| 2015          | Star Wars: Episodio VII - El despertar de la Fuerza | Artista conceptual                                              |
| 2016          | Rogue One: una historia de Star Wars                | Diseñador de producción                                         |
| 2018          | Han Solo: una historia de Star Wars                 | Jefe de diseño                                                  |
| 2019-presente | The Mandalorian                                     | Supervisor de diseño, director de arte                          |
| 2019          | Star Wars: Episodio IX - El ascenso de Skywalker    | Jefe de diseño                                                  |

### Libros
| Año        | Título                                                          | Notas                            |
| ---------- | --------------------------------------------------------------- | -------------------------------- |
| 2003       | Robota                                                          | coguionista, ilustrador          |
| 2008; 2015 | Mechanika: Creating the Art of Science Fiction with Doug Chiang | escritor, ilustrador             |
| 2013       | Star Wars Art: Concepts (Star Wars Art Series)                  | introducción, artista conceptual |
| 2015       | The Art of Star Wars: The Force Awakens                         | artista conceptual               |

### Videojuegos
| Año  | Título                           | Notas   |
| ---- | -------------------------------- | ------- |
| 2008 | Cad Soldier Wars                 | Artista |
| 2009 | The Looking Glass Wars Card Game | Artista |

## Premios y nominaciones
Premios Óscar
| Año  | Categoría                | Película                     | Resultado |
| ---- | ------------------------ | ---------------------------- | --------- |
| 1993 | Mejores efectos visuales | La muerte os sienta tan bien | Ganadora  |

Chiang ha ganado numerosos premios a lo largo de su carrera, incluidos un BAFTA por Death Becomes Her, un BAFTA por Forrest Gump, un FOCUS Award por su película independiente Mental Block, un Clio Award por su trabajo en un comercial de Malaysian Airlines y The Premio BrandLaureate.